# Oxyopes kumarae
Oxyopes kumarae är en spindelart som beskrevs av Biswas och Roger Roy 2005. Oxyopes kumarae ingår i släktet Oxyopes och familjen lospindlar. Inga underarter finns listade i Catalogue of Life.